# Cervantes Intézet Budapest

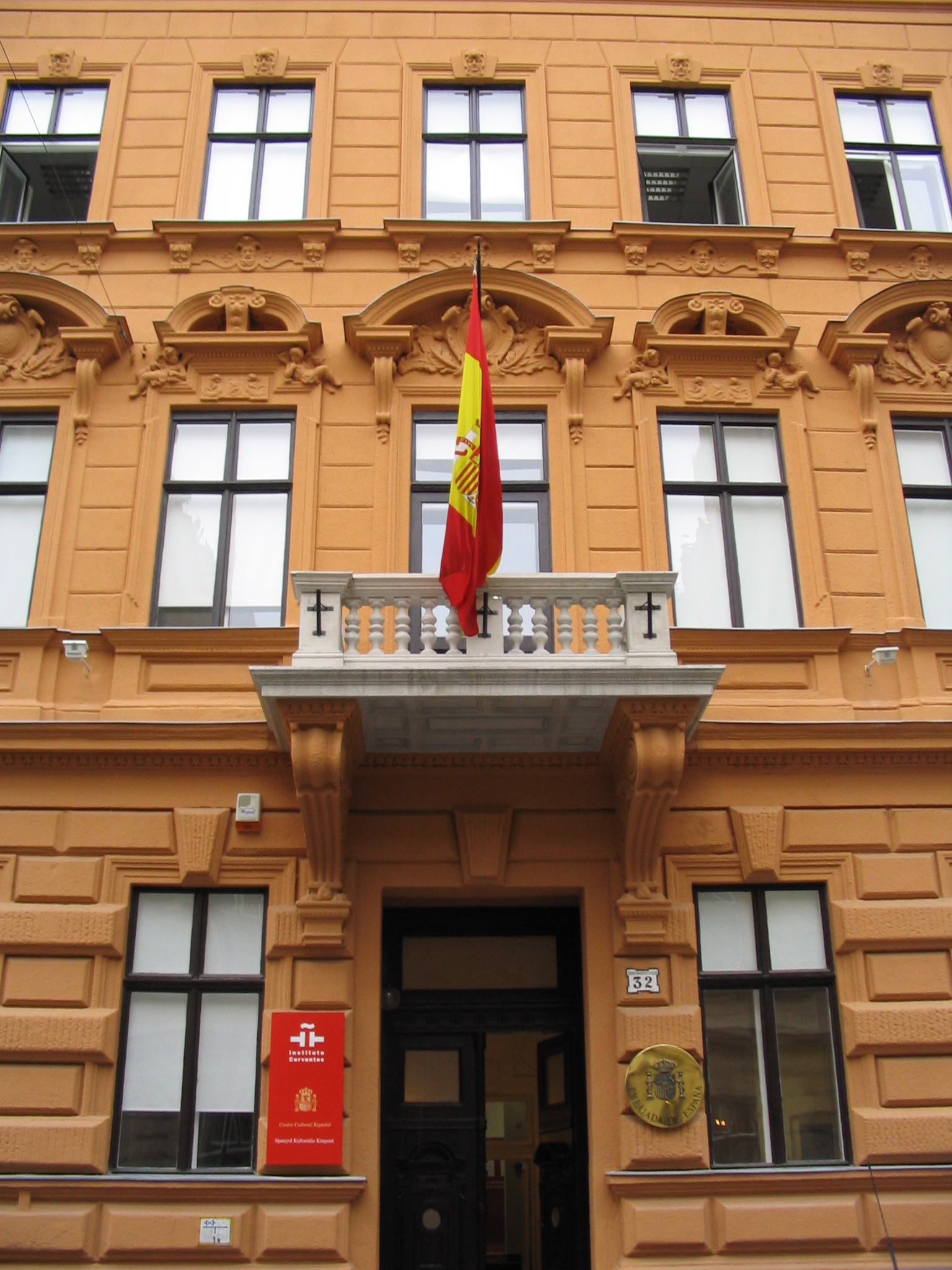
Cervantes Intézet Budapest

Cervantes Intézet Budapest (spanisch Instituto Cervantes de Budapest) ist eine nach dem Schriftsteller Miguel de Cervantes benannte kulturelle Einrichtung in der ungarischen Hauptstadt Budapest, die das Ziel hat, die spanische Sprache und die spanischsprachige Kultur zu fördern sowie die spanisch-ungarischen Kulturbeziehungen zu stärken. Das Institut besteht seit 2004 und befindet sich in einem dreistöckigen Gebäude in der Vörösmarty utca 32 im VI. Bezirk.

## Geschichte
Das Instituto Cervantes ist eine 1991 vom spanischen Staat gegründete gemeinnützige und öffentliche Einrichtung zur Förderung der spanischen Sprache und Kultur. Der Hauptsitz der Institution befindet sich in Madrid und in Alcalá de Henares, dem Geburtsort des Schriftstellers Miguel de Cervantes. Das Instituto Cervantes ist als Netzwerk in über vierzig Ländern auf der ganzen Welt tätig. Am 8. September 2004 wurde das Institut in Budapest in Anwesenheit des spanischen Kronprinzen Felipe VI. und seiner Frau sowie des ungarischen Staatspräsidenten Ferenc Mádl und des Kulturministers István Hiller eröffnet. Zur Eröffnung gab es ein Literatur-, Musik- und Filmprogramm sowie eine Ausstellung mit Fotografien von Francesc Català-Roca. Der erste Leiter des Instituts in Budapest war Josep Maria de Sagarra Àngel.

## Tätigkeit
Das Institut organisiert Spanischkurse und Fortbildungen für Spanischlehrer, bietet Unterstützung bei der Arbeit von Hispanisten und fördert kulturelle Aktivitäten in Zusammenarbeit mit anderen Institutionen. In Budapest kooperiert es mit Museen, Galerien, Theatern, Buchverlagen und anderen ungarischen, spanischen und lateinamerikanischen Kulturinstitutionen. 
Im Institut befindet sich die nach dem argentinischen Schriftsteller Ernesto Sabato, der 1984 den Cervantespreis erhalten hat, benannte Bibliothek. Sie umfasst ungefähr 30.000 Bücher, Zeitschriften und audiovisuelle Medien. 
Weiterhin finden im Institut regelmäßig Ausstellungen statt. So gab es 2023 Ausstellungen zur Architektur auf Kuba, zur Bedeutung des Stierkampfs in der mediterranen Kultur und über Alebrijes-Figuren in Mexiko.